# Operation Boardman
Operation Boardman var en vildledningsoperation under 2. verdenskrig der støttede Operation Avalanche, invasionen ved Salerno i Italien. 
Vildledningen fortsatte den falske trussel om en allieret invasion af Balkan. 